# Vitruvia
Vitruvia es un género de escarabajos de la familia Chrysomelidae. El género fue descrito científicamente primero por Jacoby en 1903. Esta es una lista de especies perteneciente a este género:
- Vitruvia clavicornis Weise, 1912
- Vitruvia clytroides Weise, 1912
- Vitruvia monilicornis Weise, 1912
- Vitruvia unicolor (Jacoby, 1894)